# Kathrin Glock
Kathrin Glock (* 26. November 1980 in Kärnten als Kathrin Tschikof) ist eine österreichische Unternehmerin in der Waffenindustrie und in der Pferdezucht.

## Leben
Kathrin Glock wurde in Kärnten geboren und wuchs in Velden am Wörther See auf. Sie war ab Juli 2011 mit dem Waffenproduzenten Gaston Glock verheiratet, den sie 2004 im Wartezimmer einer Arztpraxis kennengelernt hatte. Sie gilt seit März 2024 als Unternehmensnachfolger von Gaston Glock.

## Karriere

### Glock Horse Performance Center (GHPC)
Seit dem Jahr 2010 trägt Kathrin Glock als Geschäftsführerin die Verantwortung für die internationale Positionierung der beiden Reitsportzentren GHPC Austria und Netherlands. Diese Aufgabe umfasst Pferdezucht, Pferdesport und internationale Turnierorganisation. Zum Team GLOCK im Dressursport gehören der Weltmeister Edward Gal, Hans Peter Minderhoud, Nicole Werner und der Springreiter Gerco Schröder.
Im GHPC Austria widmet sich Kathrin Glock der Organisation von internationalen Pferdesportveranstaltungen unter dem Namen „Horses & Stars“. Im GHPC Austria finden Österreichs einzige Fünf-Sterne-Reitsportveranstaltungen statt.

### Glock-Konzern
Kathrin Glock wurde am 1. Jänner 2021 zur Aufsichtsratsvorsitzenden des Waffenherstellers Glock GmbH; sie ist zudem in verschiedenen leitenden Positionen innerhalb des Glock-Konzernes tätig.

## Mitgliedschaften
Im April 2018 wurde Glock vom damaligen Verkehrsminister Norbert Hofer (FPÖ) in den Aufsichtsrat der Austro Control, der Österreichischen Gesellschaft für Zivilluftfahrt (ACG), entsandt, dem sie bis zu ihrer Abberufung 2021 angehörte. Im März 2019 wurde Kathrin Glock in den unabhängigen Expertenstab der Spanischen Hofreitschule in Wien berufen.

## Tierschutz
Neben Tierschutzinstitutionen wie dem Gut Aiderbichl unterstützt Glock auch kleinere Organisationen. Die Gaston und Kathrin Glock Privatstiftung stiftet seit 2017 den Kärntner Tierschutzpreis.

## Kontroversen
Im Rahmen der Ibiza-Affäre wurde Kathrin Glock 2020 vor den Untersuchungsausschuss geladen und erhielt zunächst eine Beugestrafe wegen Fernbleibens vom Untersuchungsausschuss. Als Begründung gab sie an, ihren Mann nicht dem Risiko einer Ansteckung mit dem Coronavirus aussetzen zu wollen. Im Jänner 2021 erschien sie vor dem Untersuchungsausschuss unter ungewöhnlichen Bedingungen (in einem separierten Raum mittels Live-Videoübertragung). Dem Untersuchungsausschuss lag ein Lebenslauf vor, der immer wieder von einigen Untersuchungsausschuss-Mitgliedern hinterfragt wurde. Bei ihrer Befragung beantwortete sie allerdings Fragen, etwa ihre Qualifikation als Aufsichtsrätin der staatlichen Austro Control betreffend, nicht beziehungsweise ausweichend und abweisend. Als Qualifizierungsgrund berief sie sich auf die Karriere im Glock-Konzern. Außerdem warf sie den Abgeordneten unterstellende Fragen vor, was der Ausschussvorsitzende Wolfgang Sobotka dementierte. 
Am 13. Jänner 2021 – am Tag nach der Befragung vor dem U-Ausschuss – wurde sie von der Klimaschutzministerin Leonore Gewessler (Grüne) wegen „Geringschätzung des österreichischen Parlaments“ als Aufsichtsrätin der Austro Control abberufen. Nach eigenen Angaben hatte Kathrin Glock ihr Mandat jedoch bereits zuvor „aus Zeitgründen“ zurückgelegt, weil sie mit 1. Jänner 2021 zur Aufsichtsratsvorsitzenden der Glock GmbH bestellt worden war.

## Auszeichnungen

### Kathrin Glock
- 2013: Leading Ladies Award, Auszeichnung in der Kategorie Gesundheit und Soziales Engagement[31]
- 2016: LOOK! Business Award in der Kategorie Marketing & Brand Management[32]
- 2016: Sonderpreis des Bundestierschutzpreises vom Österreichischen Bundesministerium für Gesundheit und Frauen durch Bundesministerin Sabine Oberhauser[33]
- 2018: Leading Ladies Award, Auszeichnung in der Kategorie Soziales Engagement für den Tierschutz[34]

### Gemeinsame Auszeichnungen für Kathrin und Gaston Glock
- 2013: Ehrenzeichen der Brustkrebshilfe[35]
- 2015: Prix de l’Humanité, Hilfswerk Austria International[36]
- 2017: Generosity Award, Ronald McDonald Kinderstiftung[37]